# هاري تورتليدوف
هاري تورتليدوف (بالإنجليزية: Harry Norman Turtledove) (14 يونيو 1949، لوس أنجلوس في الولايات المتحدة - ) روائي أمريكي، حاصل على جائزة هوغو لأفضل رواية قصيرة عن «أسفل في القاع» في العام 1994.